# Дука, Дилли
Дилавер Дука (англ. Dilaver "Dilly" Duka; родился 15 сентября 1989 года в Монтвилле, Нью-Джерси, США) — американский футболист, полузащитник клуба «Мотаун».

## Клубная карьера

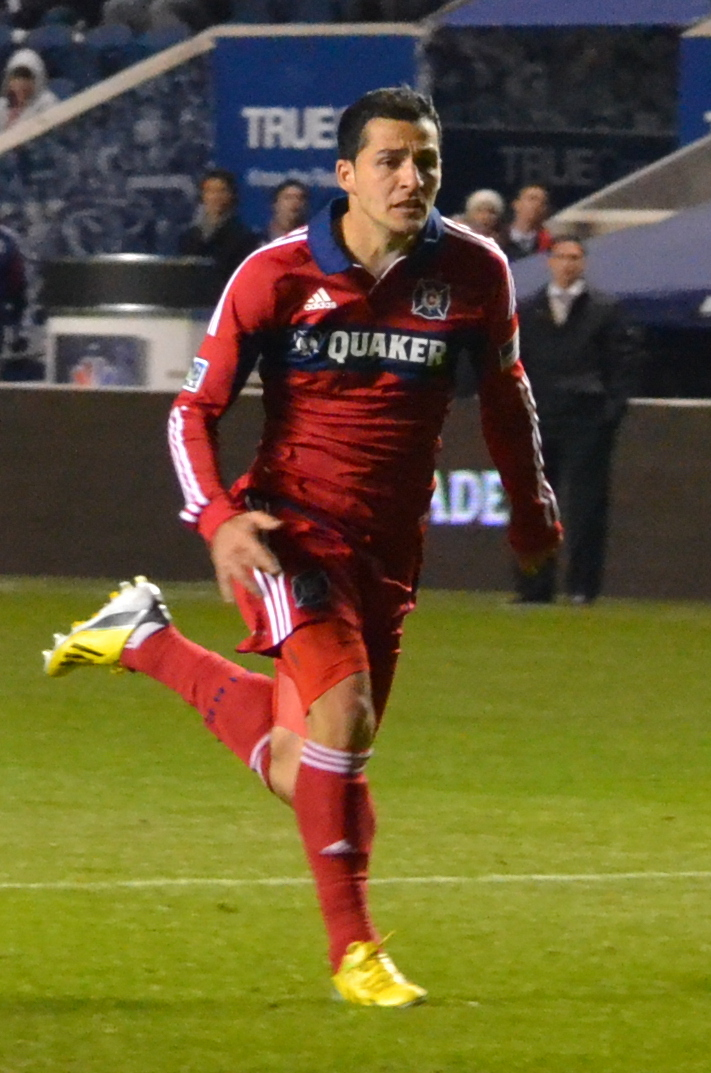
Дука в составе «Чикаго Файр» (2013 год)

Дука начал заниматься футболом, играя за футбольную команду Ратгерского университета. После окончания учёбы он пробовал свои силы в местных клубах USL PDL «Нью-Джерси Рейнджерс» и «Ньюарк Айронбаунд Экспресс».
В 2010 году в первом раунде драфта Дилли был выбран клубом «Коламбус Крю». 15 августа в матче против «Реал Солт-Лейк» он дебютировал в MLS. 16 октября 2011 года в поединке «Нью-Инглэнд Революшн» Дука забил свой первый гол за «Крю».
В 2013 году Дилли был обменян в «Чикаго Файр» на Доминика Одуро. 3 марта в матче против «Лос-Анджелес Гэлакси» он дебютировал за «Файр». 23 июня в поединке против бывшего клуба «Коламбус Крю» Дука забил свой первый гол за чикагскую команду.
Летом 2014 года Дилли вновь был обменян, его новым клубом стал канадский «Монреаль Импакт», а в обратном направлении проследовал Санна Ньясси. 2 августа в поединке против «Торонто» Дука дебютировал за новую команду. 24 августа в матче против «Нью-Йорк Ред Буллз» он забил свой первый гол за канадский клуб. 25 февраля 2015 года в матче Лиги чемпионов КОНКАКАФ против мексиканской «Пачуки» Дилли сделал дубль, эти голы позволили его команде выйти в полуфинал турнира. По окончании сезона 2015 контракт Дуки с «Монреаль Импакт» истёк.
В июне 2016 года, находившийся полгода вне футбола, Дука вернулся в «Коламбус Крю», после того как «Коламбус» выменял у «Монреаля» права на него на общие и целевые распределительные средства и пик второго раунда Супердрафта MLS 2017. Впервые после возвращения в «Крю» он сыграл 3 июля в матче против «Спортинга Канзас-Сити», заменив на последние 17 минут Уила Трэппа. Свой первый гол после возвращения и третий в общем за «Коламбус Крю» он забил 1 октября в ворота «Чикаго Файр». 10 июля 2017 года «Коламбус Крю» отчислил Дуку.
10 августа 2017 года Дука был подписан клубом «Нью-Йорк Ред Буллз». Его дебют за «Нью-Йорк Ред Буллз» состоялся 19 августа в матче против «Портленд Тимберс», в котором он вышел в стартовом составе. По окончании сезона 2017 «Нью-Йорк Ред Буллз» не продлил контракт с Дукой.
2 марта 2018 года было объявлено, что Дука присоединился к клубу Национальной Премьер-лиги «Мотаун» на сезон 2018.
В январе 2019 года Дука подписал 1,5-летний контракт с клубом чемпионата Албании «Партизани», пройдя двухнедельный просмотр.
В январе 2020 года Дука вернулся в «Мотаун».

## Международная карьера
В 2009 году Дука в составе молодёжной сборной США принял участие в молодёжном чемпионате мира в Египте. На турнире он сыграл в матчах против команд Германии, Камеруна и Южной Кореи. В поединке против сверстников из Камеруна Дилли забил гол.

## Достижения
Командные
 «Партизани»
- Чемпион Албании: 2018/19